# Karl-Heinz Luck
Karl-Heinz Luck (Unterschönau, 28 gennaio 1945 – Rotterode, 31 agosto 2024) è stato un combinatista nordico tedesco.

## Palmarès

### Olimpiadi invernali
- Bronzo a Sapporo 1972 nella combinata nordica.